# Kałmucja

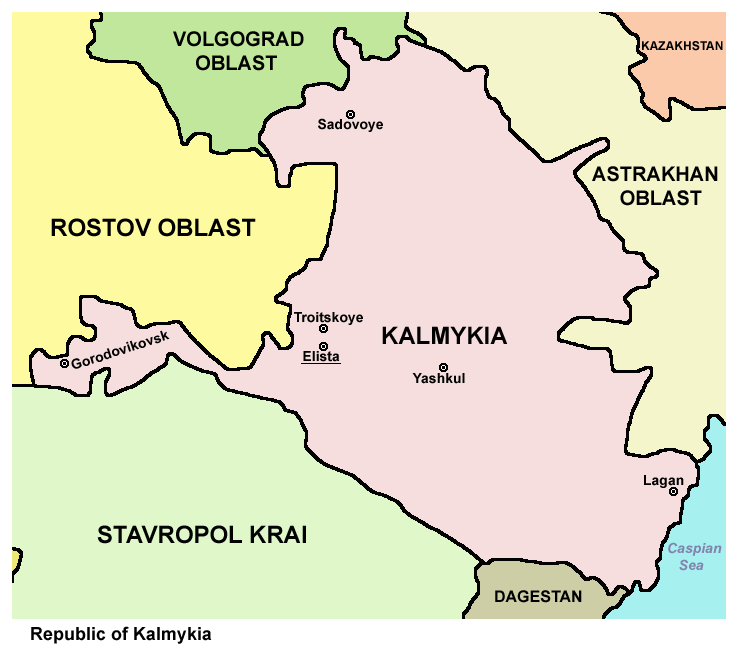
Mapa konturowa kraju z zaznaczeniem położenia jego stolicy – Elisty

Kałmucja (ros. Калмыкия, kałm. Хальмг Таңһч), pełna nazwa: Republika Kałmucji (ros. Республика Калмыкия, kałm. Хальмг Таңһчин балһсн) – autonomiczna republika w Federacji Rosyjskiej, zamieszkana głównie przez Kałmuków i Rosjan.

## Geografia

### Położenie i powierzchnia
Kałmucja położona jest na południowo-wschodnich krańcach europejskiej części Rosji. Od południa graniczy z Krajem Stawropolskim, od południowego wschodu – z Dagestanem, od północy – z obwodem wołgogradzkim, od północnego wschodu – z obwodem astrachańskim, a od zachodu – z obwodem rostowskim. Na kilkudziesięciokilometrowym odcinku kraj ma dostęp do Morza Kaspijskiego.
Maksymalna rozciągłość regionu z północy na południe to 448 km, ze wschodu na zachód – 423 km.
Kałmucja zajmuje powierzchnię 75,9 tys. km². Większość tego obszaru leży w strefie stepów, półpustyń i pustyń.
Kraj położony jest na obszarze od 44°50′ do 40°10′ długości geograficznej wschodniej i od 41°40′ do 47°35′ szerokości geograficznej północnej.
Na terenie Kałmucji wydziela się trzy strefy przyrodniczo-gospodarcze: zachodnią, centralną i wschodnią. Najkorzystniejsze warunki klimatyczno-glebowe występują w strefie zachodniej. Najważniejszą jej część stanowią obszary tzw. czarnych ziem.

### Ukształtowanie powierzchni
Zdecydowana większość powierzchni kraju ma charakter równinny, jedynie miejscami krajobraz jest łagodnie pofałdowany. Większość terytorium kraju leży na Nizinie Nadkaspijskiej, której część stanowi położona poniżej poziomu morza depresja.

### Strefa czasowa
Od 2014 Kałmucja leży w strefie czasowej czasu moskiewskiego (MSK). UTC +3:00 przez cały rok. Wcześniej, przed 27 marca 2011 roku, obowiązywał czas standardowy (zimowy) strefy UTC+3:00, a czas letni – UTC+4:00.

### Hydrografia

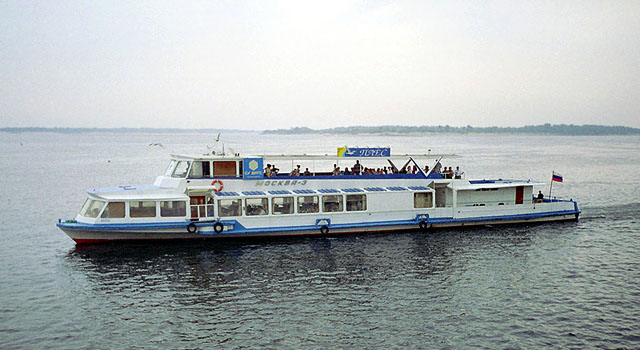
Wołga

Z powodu suchego klimatu rzek na terenie kraju jest mało i są zwykle niewielkie; niektóre z nich napełniają się wodą tylko w okresie opadów. W północno-wschodniej części regionu płynie Wołga – najdłuższa rzeka Europy, jednak dostęp do niej Kałmucja ma bardzo ograniczony, bo jedynie na 12-kilometrowym odcinku. Innymi większymi rzekami są Kuma i Wschodni Manycz.
Kałmucja ma dostęp do Morza Kaspijskiego; strefa wód terytorialnych obejmuje ok. 1,4 tys. km². Poza tym jezior jest niewiele, największe z nich to Manycz-Gudiło, Jezioro Sarpińskie i zespół Jezior Sostyńskich.

### Zasoby naturalne
Głównymi zasobami naturalnymi Kałmucji są węgiel kamienny, ropa naftowa i gaz ziemny. Te dwa ostatnie są częścią tzw. złóż kaspijskich.

### Klimat
Kałmucja leży w strefie klimatu umiarkowanego kontynentalnego skrajnie suchego. Jego lokalna odmiana charakteryzuje się chłodną, mało śnieżną zimą i upalnym, suchym latem. Zimą nieco zimniej jest w głębi lądu, a cieplej w pobliżu Morza Kaspijskiego. Średnia temperatura powietrza w styczniu to ok. −7 do −9 °C w południowej i południowo-wschodniej części kraju i −10 °C do −12 °C na północy. Niekiedy temperatura może spadać nawet do −35 °C do −37 °C. Latem (w lipcu przeciętna temperatura wynosi ok. +24 °C, zależnie od regionu 23,5 do 25,5 °C). Niekiedy temperatury sięgają nawet 40 do 44 °C.
Klimat Kałmucji charakteryzuje się małą ilością opadów; większość obszaru kraju otrzymuje rocznie ok. 210–340 mm opadów; w najbardziej suchych rejonach części wschodniej kraju średnio jest to zaledwie ok. 170 mm rocznie, zaś na zachodnich regionu więcej – nawet do 400 mm. Największe nasilenie opadów ma miejsce w maju i czerwcu.
W Kałmucji występuje wiele słonecznych dni. Średnioroczne nasłonecznienie wynosi tutaj 2180–2250 godzin, co daje 182–186 dni
Cechami charakterystycznymi kałmuckiego klimatu są częste susze, oraz gorące, suche wiatry stepowe, które w ciepłej porze roku wieją nawet przez 120 dni.
Długość okresu wegetacyjnego to ok. 240–275 dni (dla porównania – w Polsce ok. 180–210 dni).

### Świat roślinny
Obszar Kałmucji znajduje się w przeważającej części w strefie półpustyń. Dominuje roślinność typowa dla tego typu formacji roślinnej – rzadkie, zwykle kolczaste krzewy, odporne na suszę gatunki trawy i inne suchorośla; na bardziej wilgotnych obszarach rozwijają się gatunki typowe dla suchych stepów. W zachodnich skrawkach kraju, gdzie klimat jest wilgotniejszy, naturalna roślinność ustąpiła miejsca gatunkom uprawnym, głównie zbożom.
W Kałmucji praktycznie nie ma drzew i obszar ten uchodzi za najbardziej bezdrzewną część Rosyjskiej Federacji.

### Fauna

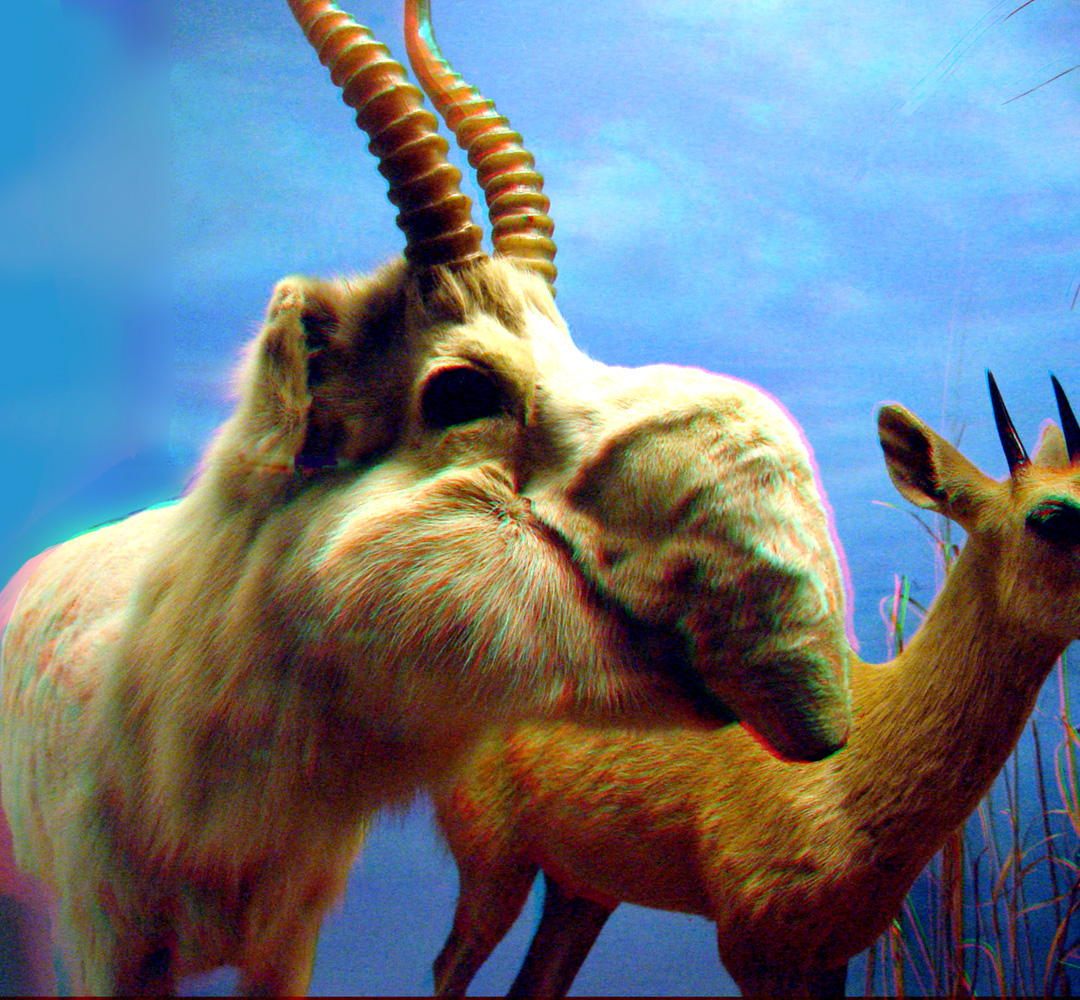
Suhaki

Zwierzęcy świat Kałmucji jest średnio urozmaicony. W kraju żyje ok. 60 gatunków dzikich ssaków, 130 gatunków ptaków gniazdujących (z czego ponad 50 jest gatunkami stałymi, nieodlatującymi na zimę), 20 gatunków gadów i 3 – płazów.
Spośród gatunków zamieszkujących kraj wiele jest zagrożonych wyginięciem i podlega ochronie (np. 23 spośród gatunków ptaków). Charakterystycznym gatunkiem ssaka jest suhak stepowy, którego liczebność jeszcze niedawno w Kałmucji wahała się od 270 tys. do 400 tys. osobników. Ostatnio jednak znacznie spadła i zwierzę to stało się zagrożone wyginięciem.
Do ochrony m.in. suhaka stworzono tu Rezerwat „Czarne Ziemie”.

## Gospodarka
Budżet republiki wynosi ok. 100 mln. dolarów (USA).
Na terenie kraju wydobywa się rocznie ok. 200 tys. ton ropy naftowej. Ponadto ważnymi dla gospodarki kopalinami są gaz ziemny i węgiel kamienny.
Istotne znaczenie ma rolnictwo. Grunty orne znajdują się głównie w zachodniej, mniej suchej części kraju. Mimo niezbyt sprzyjających warunków klimatycznych uprawia się tutaj m.in. zboża, ziemniaki, warzywa. W 2000 łączna produkcja wszystkich zbóż wyniosła 228 tys. ton, w 2001 – 406 tys. ton, a w 2002 – 432 tys. ton.
Duże znaczenie ma też chów zwierząt, zwłaszcza owiec. Rocznie pozyskuje się z nich ok. 9 tys. ton wełny.
Przemysł skoncentrowany jest głównie w Eliście; w innych miastach i osiedlach istnieją jedynie niewielkie zakłady (np. spożywcze) ukierunkowane na zaspokajanie lokalnych potrzeb.

## Podział administracyjny
Pod względem administracyjnym z obszaru kraju wydzielona jest jego stolica, stanowiąca osobny rejon miejski. Pozostała powierzchnia podzielona jest na 13 rejonów.

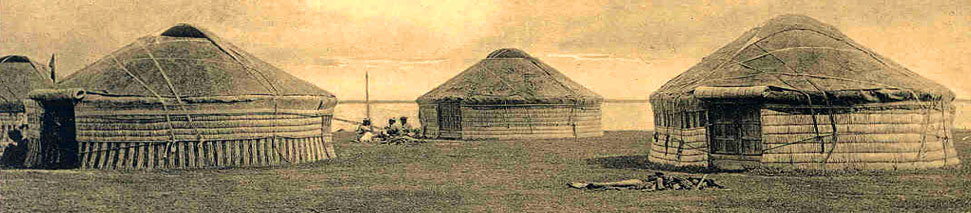
Tradycyjne osiedle kałmuckie

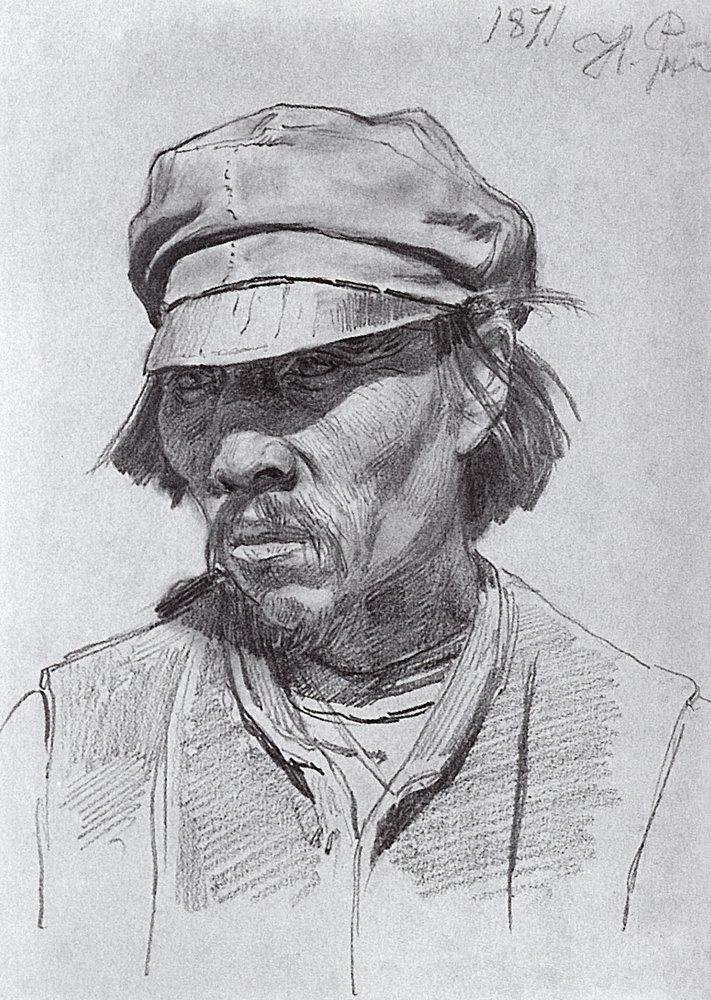
Kałmuk – rycina Ilji Riepina

| Rejon             | Liczba mieszkańców | Ośrodek administracyjny |
| ----------------- | ------------------ | ----------------------- |
| miasto Elista     | 107 102            | ---                     |
| Celinny           | 19 544             | Troickoje               |
| Czernoziemielski  | 13 009             | Komsomolskij            |
| Gorodowikowski    | 18 298             | Gorodowikowsk           |
| Iki-Burulski      | 11 269             | Iki-Buruł               |
| Jaszałtiński      | 17 458             | Jaszałta                |
| Jaszkulski        | 15 214             | Jaszkul                 |
| Justiński         | 10 507             | Cagan Aman              |
| Kietczenierowski  | 10 587             | Kietczeniery            |
| Łagański          | 19 982             | Łagań                   |
| Małodierbietowski | 10 326             | Małyje Dierbiety        |
| Oktiabrski        | 9201               | Bolszoj Caryn           |
| Prijutnieński     | 11 987             | Prijutnoje              |
| Sarpiński         | 14 191             | Sadowoje                |

## Demografia
Kałmucję zamieszkuje 288 675 osób (2005). Mimo dodatniego przyrostu naturalnego liczba mieszkańców spada (w 2002 żyło tutaj jeszcze 292 410 osób), a to za sprawą emigracji mieszkańców w poszukiwaniu pracy do innych części Rosji. Ponieważ wyjeżdżają głównie osoby narodowości rosyjskiej, ich udział w populacji systematycznie się zmniejsza; wzrasta tym samym udział Kałmuków, którzy po raz pierwszy od lat 30. stanowią bezwzględną większość mieszkańców kraju.
Z powodu niekorzystnych warunków klimatycznych obszar republiki jest słabo zaludniony; średnia gęstość zaludnienia to niespełna 4 os./km², przy czym istnieją duże różnice między poszczególnymi częściami kraju: część zachodnia jest zasiedlona gęściej, zaś półpustynne tereny na wschodzie są niemal bezludne.
Ponad 1/3 populacji żyje w stolicy kraju – Eliście.

### Statystyki demograficzne
- Ludność ogółem: 292 410 (2002)
- Ludność według miejsca zamieszkania:
  - ludność miejska: 129 539 (44,3%)
  - ludność wiejska: 162 871 (55,7%)
- Ludność według płci:
  - mężczyźni: 140 097 (47,9%)
  - kobiety: 152 313 (52,1%)
  - liczba kobiet przypadająca na 1000 mężczyzn: 1087
- Ludność według wieku:
  - przeciętny wiek: 33,0 lat
  - przeciętny wiek w miastach: 32,0 lat
  - przeciętny wiek na wsiach: 33,8 lat
  - przeciętny wiek mężczyzny: 31,2 lat
  - przeciętny wiek kobiety: 34,7 lat
- Liczba gospodarstw domowych ogółem: 90 464 (zamieszkanych przez 289 816 osób)
  - Liczba gospodarstw domowych w miastach: 40 885 (zamieszkanych przez 128 564 osób)
  - Liczba gospodarstw domowych na wsiach: 49 579 (zamieszkanych przez 161 252 osób)
- Średnia długość życia:
  - mężczyźni: 59,6 lat (przeciętna dla całej Rosji to 59,0 lat)
  - kobiety: 72,4 lat (przeciętna dla całej Rosji to 72,2 lat)

- Przyrost naturalny (2005)
  - urodzenia: 3788 (13,1‰)
  - zgony: 3350 (11,6‰)

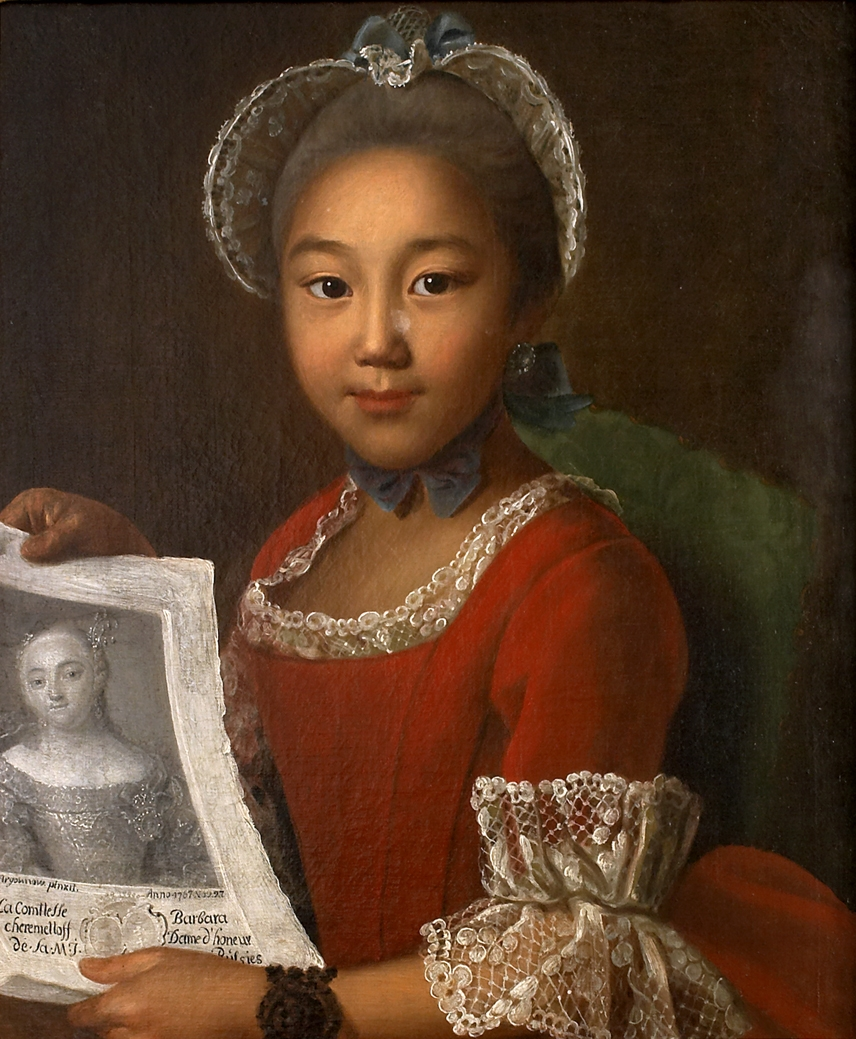
Portret Annuszki – kałmuckiej dziewczynki. Kałmucy to najliczniejsza grupa narodowościowa w republice

- przyrost/ubytek naturalny: +388 (1,5‰)

### Narodowości
Większość populacji republiki stanowią Kałmucy; dużą grupą są także Rosjanie. Według wyników spisu powszechnego z 2002 na terenie republiki żyją:
- Kałmucy: 155 938 osób (53,3%)
- Rosjanie: 98 115 osób (33,6%)
- Dargijczycy: 7295 osób (2,5%)
- Czeczeni: 5979 osób (2,0%)
- Kazachowie: 5011 osób (1,7%)
- Turcy: 3124 osób (1,1%)
- Ukraińcy: 2505 osób (0,9%)
- Awarowie: 2305 osób (0,8%)
- Niemcy: 1643 (0,6%)
- pozostali: (ok. 0,5%)

Zmiany liczby przedstawicieli głównych narodów i proporcji między mini na przestrzeni lat:
|           | 1926            | 1939            | 1959            | 1970            | 1979            | 1989            | 2002            |
| --------- | --------------- | --------------- | --------------- | --------------- | --------------- | --------------- | --------------- |
| Kałmucy   | 107 026 (75,6%) | 107 315 (48,6%) | 64 882 (35,1%)  | 110 264 (41,1%) | 122 167 (41,5%) | 146 316 (45,4%) | 155 938 (53,3%) |
| Rosjanie  | 15 212 (10,7%)  | 100 814 (45,7%) | 103 349 (55,9%) | 122 757 (45,8%) | 125 510 (42,6%) | 121 531 (37,7%) | 98 115 (33,6%)  |
| pozostali | 19 356 (13,7%)  | 12 555 (5,7%)   | 16 626 (9,0%)   | 34 972 (13,0%)  | 46 850 (15,9%)  | 54 732 (17,0%)  | 38 357 (13,1%)  |

### Religie

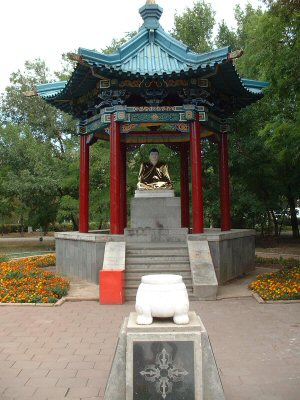
Pagoda (świątynia buddyjska) z posągiem Buddy w Eliście

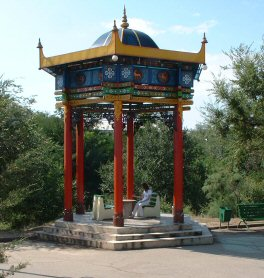
Elista – fragment miasta

Religią tradycyjnie wyznawaną przez Kałmuków jest buddyzm tybetański. Kałmucja jest największym w Europie skupiskiem wyznawców tej religii. Drugą ważną grupą wyznaniową na terenie republiki są prawosławni, rekrutujący się głównie spośród Rosjan. Po czasach przymusowej ateizacji w okresie ZSRR pozostała spora grupa niewierzących. Istnieją także niewielkie grupy wyznawców innych wyznań, m.in. różnych odłamów protestantyzmu; oraz Świadkowie Jehowy.

## Miasta i osiedla
Miasta i największe osiedla typu miejskiego (2002 r.)
| Nazwa            | Nazwa rosyjska | Liczba mieszkańców (w tys.) |
| ---------------- | -------------- | --------------------------- |
| Elista           | Элиста         | 103,3                       |
| Łagań            | Лагань         | 14,3                        |
| Gorodowikowsk    | Городовиковск  | 10,5                        |
| Troickoje        | Троицкое       | 10,3                        |
| Jaszkul          | Яшкуль         | 7,4                         |
| Sadowoje         | Садовое        | 6,5                         |
| Małyje Dierbiety | Малые Дербеты  | 6,0                         |
| Cagan-Aman       | Цаган-Аман     | 5,9                         |
| Prijutnoje       | Приютное       | 5,8                         |
| Bolszoj Caryn    | Большой Царын  | 5,1                         |

## Historia
Teren dzisiejszej Kałmucji w przeszłości zamieszkiwały różne ludy koczownicze. Do XVII wieku większość terenów tego kraju zajmowali tureccy Nogajowie.

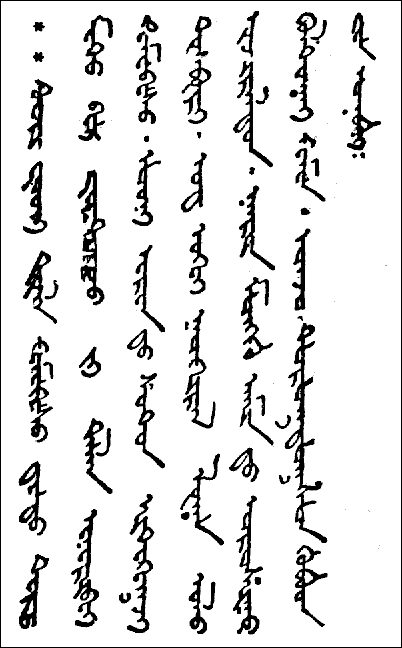
tradycyjne pismo kałmuckie

Kałmucy wywodzą się od mongolskich Ojratów i do końca XVIII w zamieszkiwali na terenach zachodnich Chin (Dżungaria) i częściowo Mongolii. Pod koniec XVII w. część Ojratów wywędrowała z dawnej ojczyzny na zachód i w początku XVIII w. dotarła nad Morze Kaspijskie. Kałmucy wyparli z okolic dolnej Wołgi Nogajów i zajęli stepowe obszary między rzekami Don i Jaik (dzisiejszy Ural), a następnie na terenach tych utworzyli Chanat kałmucki, obejmujący znacznie większe tereny niż dzisiejsza Kałmucja. Alfabet kałmucki został utworzony na bazie alfabetu staromongolskiego przez Dzaja Panditę (1599–1662 r. n.e.), ojrackiego misjonarza buddyjskiego.
W 1771, pod naporem rosyjskim większość Kałmuków postanowiła wrócić do dawnej ojczyzny; w czasie tej wędrówki znaczna część zginęła, natomiast ok. 13 tys. rodzin pozostało na terenie Kałmucji i podporządkowało się rosyjskiemu gubernatorowi.

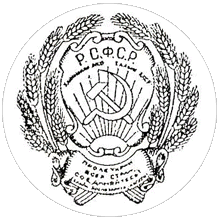
Godło Kałmuckiej ASRR (1937)

Godło Kałmuckiej ASRR (1978)

W 1920 Kałmucy w ramach polityki korienizacji otrzymali ograniczoną autonomię w obrębie Związku Radzieckiego – Kałmucki Obwód Autonomiczny, przekształcony w 1935 w Kałmucką Autonomiczną Socjalistyczną Republikę Radziecką. Ze zmianą nazwy wiązało się poszerzenie sfery autonomii.
W 1943 Józef Stalin zdecydował o rozwiązaniu Kałmuckiej ASRR i wysiedleniu Kałmuków na wschód: Kraju ałtajskiego i krasnojarskiego oraz obwodów: omskiego i nowosybirskiego, skąd powrócili po jego śmierci w latach 1957–1959. Przyczyną represji wobec Kałmuków był fakt, iż w czasie II wojny światowej ok. 5 tys. przedstawicieli tej narodowości służyło we wspomagającym Niemców Korpusie Kawalerii Kałmuckiej. Po powrocie Kałmuków do ojczyzny w 1957 utworzono ponownie Kałmucki OA, a rok później – Kałmucką ASRR.
W 1991 Kałmucka ASRR została przekształcona w Republikę Kałmucji. 31 marca 1992 podpisano nowy układ o stowarzyszeniu z Federacją Rosyjską.

## Polityka
Kałmucja posiada autonomię w ramach Federacji Rosyjskiej.
Akty lokalnego prawa muszą być zgodne z prawodawstwem ogólnorosyjskim. Władzę sprawuje lokalny parlament, na czele władzy wykonawczej państwa stoi Głowa Republiki Kałmucji, którym jest znany kałmucki biznesmen, miłośnik szachów, Kirsan Ilumżynow, piastujący tę funkcję od 1993 (do 2005 jako Prezydent Republiki Kałmucja).

## Języki
Na terenie Kałmucji równouprawnionymi językami urzędowymi są język kałmucki i rosyjski. Oznacza to, iż wszelkie akty prawne muszą być publikowane w obu językach. Język kałmucki jest także nauczany w szkołach. W praktyce, z uwagi na ograniczony zasięg języka kałmuckiego (niespełna 200 tys. mówiących), większe znaczenie ma rosyjski, będący ogólnopaństwowym językiem urzędowym, używanym przez blisko 200 mln osób.

## Tablice rejestracyjne
Tablice pojazdów zarejestrowanych w Kałmucji mają oznaczenie 08 w prawym górnym rogu nad flagą Rosji i literami RUS.